# Gare de Ranguin
Gare de Ranguin vasútállomás Franciaországban, Le Cannet településen.

## Vasútvonalak
Az állomást az alábbi vasútvonalak érintik:
- Cannes-la-Bocca–Grasse-vasútvonal

## Kapcsolódó állomások
A vasútállomáshoz az alábbi állomások vannak a legközelebb:
- Gare de La Frayère
- Gare de Mouans-Sartoux